# Machaquito como apoteosis del toreo cordobés
Machaquito como apoteosis del toreo cordobés es un cuadro de Julio Romero de Torres. La obra retrata al torero cordobés Rafael González Madrid, más conocido como Machaquito. El lienzo, de 165 cm de alto por 104 cm de ancho y pintado al óleo y temple, se conserva actualmente en el Museo de Bellas Artes de Córdoba.
En primer plano se encuentra el torero Machaquito, de pie y retratado de cuerpo entero, vestido con el traje de luces. Como es habitual en el pintor, el paisaje está basado en monumentos y lugares de Córdoba. Así puede reconocerse que la escena se desarrolla en la plaza de la Corredera, lugar donde antiguamente se solían celebrar corridas de toros tal como se muestra en la escena de la derecha. A la izquierda pueden observarse dos esculturas que representan a los también toreros cordobeses Guerrita y Lagartijo, y entre ambos se halla un triunfo de San Rafael, monumento típicamente cordobés. Al fondo del paisaje se escenifica el entorno del Guadalquivir, donde se pueden distinguir el puente romano y la torre de la Calahorra.
Entre el 28 de abril y el 28 de junio de 2017 estuvo expuesto temporalmente en el Museo Taurino de Córdoba.